# Élections cantonales de 2004 en Guyane
Les élections cantonales ont eu lieu les 21 et 28 mars 2004.
Lors de ces élections, 9 des 19 cantons de la Guyane ont été renouvelés. Elles ont vu la reconduction de la majorité DVG dirigée par Pierre Désert, succédant à Joseph Ho-Ten-You, président DVG du conseil général depuis 2001.

## Résultats à l’échelle du département
Répartition départementale des résultats (2e tour).
- PS (14,99 %)
- DVG (47,64 %)
- Divers (8,64 %)
- UMP (28,73 %)

| Étiquette      | Étiquette                          | Premier tour | Premier tour | Second tour | Second tour | Sièges |
| Étiquette      | Étiquette                          | Voix         | %            | Voix        | %           | Sièges |
| -------------- | ---------------------------------- | ------------ | ------------ | ----------- | ----------- | ------ |
|                | Divers gauche                      | 4 137        | 34,11        | 4 646       | 47,64       | 4      |
|                | Parti socialiste                   | 1 175        | 9,69         | 1 462       | 14,99       | 0      |
| Gauche         | Gauche                             | 5 312        | 43,80        | 6 108       | 62,63       | 4      |
|                |                                    |              |              |             |             |        |
|                | Union pour un mouvement populaire  | 3 798        | 31,32        | 2 802       | 28,73       | 2      |
|                | Divers droite                      | 705          | 5,81         |             |             |        |
|                | Union pour la démocratie française | 91           | 0,75         |             |             |        |
| Droite         | Droite                             | 4 594        | 37,88        | 2 802       | 28,73       | 2      |
|                |                                    |              |              |             |             |        |
|                | Divers                             | 2 025        | 16,70        | 843         | 8,64        | 2      |
|                | Régionalistes                      | 196          | 1,62         |             |             |        |
|                |                                    |              |              |             |             |        |
| Inscrits       | Inscrits                           | 23 871       | 100,00       | 17 291      | 100,00      |        |
| Abstention     | Abstention                         | 10 862       | 45,50        | 6 974       | 40,33       |        |
| Votants        | Votants                            | 13 009       | 54,50        | 10 317      | 59,67       |        |
| Blancs et nuls | Blancs et nuls                     | 882          | 6,78         | 564         | 5,47        |        |
| Exprimés       | Exprimés                           | 12 127       | 93,22        | 9 753       | 94,53       |        |

## Résultats par canton

### Canton d'Approuague-Kaw
| Candidats      | Candidats                  | Étiquette      | Premier tour | Premier tour |
| Candidats      | Candidats                  | Étiquette      | Voix         | %            |
| -------------- | -------------------------- | -------------- | ------------ | ------------ |
|                | Pierre Désert*             | DVG            | 243          | 81,27        |
|                | Norbert Gober              | DVG            | 41           | 13,71        |
|                | Léon Jean-Baptiste-Edouard | PS             | 15           | 5,02         |
|                |                            |                |              |              |
| Inscrits       | Inscrits                   | Inscrits       | 434          | 100,00       |
| Abstention     | Abstention                 | Abstention     | 125          | 28,80        |
| Votants        | Votants                    | Votants        | 309          | 71,20        |
| Blancs et nuls | Blancs et nuls             | Blancs et nuls | 10           | 3,24         |
| Exprimés       | Exprimés                   | Exprimés       | 299          | 96,76        |

*sortant

### Canton de Cayenne Sud-Ouest
| Candidats      | Candidats             | Étiquette      | Premier tour | Premier tour |
| Candidats      | Candidats             | Étiquette      | Voix         | %            |
| -------------- | --------------------- | -------------- | ------------ | ------------ |
|                | Alain Tien-Liong*     | DVG            | 709          | 70,69        |
|                | Patricia Hunte        | UMP            | 155          | 15,45        |
|                | Jean-Claude Montgenie | SE             | 139          | 13,86        |
|                |                       |                |              |              |
| Inscrits       | Inscrits              | Inscrits       | 2 401        | 100,00       |
| Abstention     | Abstention            | Abstention     | 1 313        | 54,69        |
| Votants        | Votants               | Votants        | 1 088        | 45,31        |
| Blancs et nuls | Blancs et nuls        | Blancs et nuls | 85           | 7,81         |
| Exprimés       | Exprimés              | Exprimés       | 1 003        | 92,19        |

*sortant

### Canton d'Iracoubo
| Candidats      | Candidats      | Étiquette      | Premier tour | Premier tour |
| Candidats      | Candidats      | Étiquette      | Voix         | %            |
| -------------- | -------------- | -------------- | ------------ | ------------ |
|                | Daniel Mangal* | DVD            | 367          | 64,96        |
|                | Joseph Regis   | SE             | 198          | 35,04        |
|                |                |                |              |              |
| Inscrits       | Inscrits       | Inscrits       | 877          | 100,00       |
| Abstention     | Abstention     | Abstention     | 286          | 32,61        |
| Votants        | Votants        | Votants        | 591          | 67,39        |
| Blancs et nuls | Blancs et nuls | Blancs et nuls | 26           | 4,40         |
| Exprimés       | Exprimés       | Exprimés       | 565          | 95,60        |

*sortant

### Canton de Kourou
| Candidats      | Candidats      | Étiquette      | Premier tour | Premier tour | Second tour | Second tour |
| Candidats      | Candidats      | Étiquette      | Voix         | %            | Voix        | %           |
| -------------- | -------------- | -------------- | ------------ | ------------ | ----------- | ----------- |
|                | Juliana Rimane | UMP            | 1 306        | 50,13        | 1 686       | 53,56       |
|                | Robert Putcha* | PS             | 1 160        | 44,53        | 1 462       | 46,44       |
|                | Victor Horth   | DVD            | 139          | 5,34         |             |             |
|                |                |                |              |              |             |             |
| Inscrits       | Inscrits       | Inscrits       | 6 042        | 100,00       | 6 042       | 100,00      |
| Abstention     | Abstention     | Abstention     | 3 088        | 51,11        | 2 660       | 44,03       |
| Votants        | Votants        | Votants        | 2 954        | 48,89        | 3 382       | 55,97       |
| Blancs et nuls | Blancs et nuls | Blancs et nuls | 349          | 11,81        | 234         | 6,92        |
| Exprimés       | Exprimés       | Exprimés       | 2 605        | 88,19        | 3 148       | 93,08       |

*sortant

### Canton de Mana
| Candidats      | Candidats            | Étiquette      | Premier tour | Premier tour |
| Candidats      | Candidats            | Étiquette      | Voix         | %            |
| -------------- | -------------------- | -------------- | ------------ | ------------ |
|                | Albéric Benth        | SE             | 539          | 60,09        |
|                | Jean-Éric Pavant     | UMP            | 267          | 29,77        |
|                | Yvon Elizabeth-Flora | DVD            | 91           | 10,14        |
|                |                      |                |              |              |
| Inscrits       | Inscrits             | Inscrits       | 1 585        | 100,00       |
| Abstention     | Abstention           | Abstention     | 657          | 41,45        |
| Votants        | Votants              | Votants        | 928          | 58,55        |
| Blancs et nuls | Blancs et nuls       | Blancs et nuls | 31           | 3,34         |
| Exprimés       | Exprimés             | Exprimés       | 897          | 96,66        |

### Canton de Maripasoula
| Candidats      | Candidats        | Étiquette      | Premier tour | Premier tour | Second tour | Second tour |
| Candidats      | Candidats        | Étiquette      | Voix         | %            | Voix        | %           |
| -------------- | ---------------- | -------------- | ------------ | ------------ | ----------- | ----------- |
|                | Jocelyn Agelas   | SE             | 586          | 32,98        | 734         | 37,89       |
|                | Antoine Dinguiou | UMP            | 492          | 27,69        | 670         | 34,59       |
|                | Alain Renault    | DVG            | 397          | 22,34        | 533         | 27,52       |
|                | Claude Djani     | SE             | 302          | 16,99        |             |             |
|                |                  |                |              |              |             |             |
| Inscrits       | Inscrits         | Inscrits       | 3 199        | 100,00       | 3 197       | 100,00      |
| Abstention     | Abstention       | Abstention     | 1 364        | 42,64        | 1 213       | 37,94       |
| Votants        | Votants          | Votants        | 1 835        | 57,36        | 1 984       | 62,06       |
| Blancs et nuls | Blancs et nuls   | Blancs et nuls | 58           | 3,16         | 47          | 2,37        |
| Exprimés       | Exprimés         | Exprimés       | 1 777        | 96,84        | 1 937       | 97,63       |

### Canton de Rémire-Montjoly
| Candidats      | Candidats          | Étiquette      | Premier tour | Premier tour | Second tour | Second tour |
| Candidats      | Candidats          | Étiquette      | Voix         | %            | Voix        | %           |
| -------------- | ------------------ | -------------- | ------------ | ------------ | ----------- | ----------- |
|                | Joseph Ho Ten You* | DVG            | 1 505        | 47,91        | 1 985       | 56,97       |
|                | Alex Ho Bing Huang | DVG            | 844          | 26,87        | 1 499       | 43,03       |
|                | Muriel Icare       | UMP            | 596          | 18,97        |             |             |
|                | Armand Achille     | REG            | 196          | 6,24         |             |             |
|                |                    |                |              |              |             |             |
| Inscrits       | Inscrits           | Inscrits       | 6 640        | 100,00       | 6 644       | 100,00      |
| Abstention     | Abstention         | Abstention     | 3 269        | 49,23        | 2 891       | 43,51       |
| Votants        | Votants            | Votants        | 3 371        | 50,77        | 3 753       | 56,49       |
| Blancs et nuls | Blancs et nuls     | Blancs et nuls | 230          | 6,82         | 269         | 7,17        |
| Exprimés       | Exprimés           | Exprimés       | 3 141        | 93,18        | 3 484       | 92,83       |

*sortant

### Canton de Roura
| Candidats      | Candidats        | Étiquette      | Premier tour | Premier tour |
| Candidats      | Candidats        | Étiquette      | Voix         | %            |
| -------------- | ---------------- | -------------- | ------------ | ------------ |
|                | Claude Polony*   | UMP            | 583          | 77,84        |
|                | Jocelyn Varsovie | UDF            | 91           | 12,15        |
|                | Christian Noko   | SE             | 75           | 10,01        |
|                |                  |                |              |              |
| Inscrits       | Inscrits         | Inscrits       | 1 285        | 100,00       |
| Abstention     | Abstention       | Abstention     | 484          | 37,67        |
| Votants        | Votants          | Votants        | 801          | 62,33        |
| Blancs et nuls | Blancs et nuls   | Blancs et nuls | 52           | 6,49         |
| Exprimés       | Exprimés         | Exprimés       | 749          | 93,51        |

*sortant

### Canton de Saint-Georges-de-l'Oyapock
| Candidats      | Candidats                        | Étiquette      | Premier tour | Premier tour | Second tour | Second tour |
| Candidats      | Candidats                        | Étiquette      | Voix         | %            | Voix        | %           |
| -------------- | -------------------------------- | -------------- | ------------ | ------------ | ----------- | ----------- |
|                | Laurent Yawalou                  | UMP            | 399          | 36,57        | 446         | 37,67       |
|                | René Amédé Gustave               | DVG            | 398          | 36,48        | 629         | 53,13       |
|                | Vincent Piron                    | SE             | 166          | 15,22        | 109         | 9,21        |
|                | Louis Bierge*                    | DVD            | 108          | 9,90         |             |             |
|                | Marie-Claire Dorre Epouse Xavier | SE             | 20           | 1,83         |             |             |
|                |                                  |                |              |              |             |             |
| Inscrits       | Inscrits                         | Inscrits       | 1 408        | 100,00       | 1 408       | 100,00      |
| Abstention     | Abstention                       | Abstention     | 276          | 19,60        | 210         | 14,91       |
| Votants        | Votants                          | Votants        | 1 132        | 80,40        | 1 198       | 85,09       |
| Blancs et nuls | Blancs et nuls                   | Blancs et nuls | 41           | 3,62         | 14          | 1,17        |
| Exprimés       | Exprimés                         | Exprimés       | 1 091        | 96,38        | 1 184       | 98,83       |

*sortant